# Османсько-перська війна (1623—1639)
Османсько-перська війна 1623—1639 — останній воєнний конфлікт в XVII столітті між тодішніми двома основними державами Західної Азії. Війна розгорталася за контроль над землями Месопотамії. На початку війна увінчалася успіхом для іранців, вони змогли відвоювати Багдад та більшу частину територій сучасного Іраку, ті землі які було втрачено вже протягом 90 років, та згодом війна зайшла в глухий кут, оскільки іранці не змогли прорватися далі в глиб володінь Османської Імперії, а самі османи були зайняті війнами в Європі та ослаблені, через внутрішні негаразди. Зрештою, османи змогли повернути Багдад, зазнавши великих втрат під час останньої облоги міста та підписання Зухабського договору. Згідно з цим договором війна завершувалася практичною перемогою Османів. Відверто кажучи, договір відновив кордони 1555 року, коли Сефевіди залишили Дагестан, Східну частину Грузії, Східні землі Вірменії та нинішню Азербайджанську Республіку, тоді як Захід Грузії та Захід Вірменії переходили під повну владу Османської імперії. Східна частина Самцхе (Месхетія) була безповоротно втрачена османами, а також сталася втрата земель в Межиріччі Іраном. Хоча частини Месопотамії були ненадовго відвойовані іранцями пізніше в історії, особливо під час правління Надер-шаха (1736—1747) і Карім-хана Занда. (1751—1779), відтоді ті землі залишалися під контролем Османської імперії аж до завершення Першої світової війни.

## Передісторія
Починаючи з 1514 року, протягом понад століття Османська імперія та Іран вели майже постійну війну за контроль над Південним Кавказом і Месопотамією. Ці дві держави були найбільшими державами Західної Азії, і суперництво посилювалося релігійними розбіжностями: османи були сунітами, тоді як Сефевіди були ревними мусульманами-шиїтами з секти Кізілбаш, тому османи вважали їх єретиками.
Після того, як битва при Чалдірані ліквідувала вплив Сефевідів в Анатолії, під час війни 1532–1555 рр. Османи завоювали арабський Ірак, захопивши Багдад у 1534 р. і забезпечивши визнання своїх здобутків за Амасійським договором 1555 р.  Мир тривав два десятиліття. перед початком іншої війни в 1578 році. Іранці зазнали важкого тиску, оскільки просування Османів поєднувалося з нападом Шейбанідів на іранський Хорасан. Війна завершилася Константинопольським договором 1590 року, чіткою перемогою Османів: османи окупували Грузію, Реван, і навіть колишню столицю Сефевідів Тебріз.
Новий іранський шах Аббас I (правив у 1588–1629 рр.) реорганізував свою армію, покращивши нову піхоту гулам на наслідування яничарів, набрану з десятків тисяч переважно черкесів і грузинів, озброєних найкращим спорядженням і підготовкою,  і дочекався слушного часу. 1603 року він розпочав наступ, який в тому ж році повернув Тебріз, Азербайджан і Грузію. Османи, одночасно були зайняті війнами з Габсбургами в Європі, не змогли надати ефективного опору.  До 1622 р, після успішного завершення війни проти Моголів і заохочений внутрішніми заворушеннями в Османській імперії, що настали після вбивства султана Османа II (правління 1618–1622), Аббас вирішив напасти на османські володіння в Іраку.

## Хід війни
Шах отримав нагоду напасти, бо саме тоді були найвигідніші умови, в Османській імперії відбувалися серії повстань: Абаза Мехмед-паша, губернатор Ерзерума, був залучений до повстання, в той час, коли Багдад з 1621 року керувався офіцером яничар, субаші Бакром та його послідовниками. Бакр домагався того, щоб Порта визнала його місцевим пашою, але султан наказав Хафізу Ахмеду-паші, губернатору Діярбекіра, втрутитися в ситуацію. Згодом Бакр звернувся до Аббаса, який своєю чергою відправив війська на допомогу Бакру. Щоб запобігти захопленню Багдада іранцями, Хафіз Ахмед швидко відновив відносини з Бакром, який повернувся до османської вірності. У відповідь іранці взяли в облогу Багдад і взяли його 14 січня 1624 року завдяки сину Бакра, Мухаммеду. За падінням міста відбулася різанина значної частини його сунітських мешканців, оскільки шах намагався перетворити Багдад на суто шиїтське місто.
Падіння Багдаду стало суттєвим ударом по престижу Османської імперії. Османські загони та місцеві жителі почали дезертувати, і незабаром іранці захопили більшу частину Іраку, включаючи міста Кіркук і Мосул і шиїтські святині Наджаф і Кербелу, які відвідав шах.  У 1625 році Хафіз Ахмед-паша, нині великий візир, здійснив спробу повернути Багдад. Попри політику « випаленої землі », яку наказав шах, османська армія досягла Багдада і обступила міста в листопаді з трьох сторін. Османський похід на місто вдався, війська змогли проникнути через зовнішні укріплення, але не зуміли взяти місто до прибуття війська допомоги під проводом Шаха Аббаса. Потім османи відійшли в межах свого міцно укріпленого табору й продовжили переслідувати облогу.  У відповідь Аббас вирішив перехопити османські конвої з постачанням. Ця стратегія принесла свої плоди: османи були змушені ризикнути напасти на іранську армію, яка була відбита з великими втратами, і 4 липня 1626 року османська армія зняла облогу і відійшла до Мосула.
У 1629 році османи, уклавши мир з Габсбургами, зібрали свої сили для чергового наступу під керівництвом нового і спроможного великого візира Газі Хусрев-паші. Холодна зима та сильні повені зробили неможливими операції в центральному Іраку, і замість цього Хусрев повернув свою армію на схід, вторгнувшись у власне Іран. 4 травня 1630 року він розбив іранців під командуванням Зайнала-хана Бегделі Шамлу в битві при Махідашті біля Керманшаха і розгромив місто Хамадан. [10] [15] Потім Хюсрев-паша повернувся назад у бік Багдаду і в листопаді взяв його в облогу. Однак облогу довелося невдовзі зняти, оскільки настання ще однієї важкої зими загрожує його лініям зв’язку.  Після його походів іранці відновили свій контроль над Іраком і підкорили бунтівне курдське населення. У наступні кілька років відбувалися постійні набіги та сутички, жодна зі сторін не претендувала на вирішальну перевагу. Шах Сафі (1629–1642 рр.) відправив мирну делегацію до османського двору, але новий великий візир Табаніясі Мехмед-паша відхилив їх вимоги. Кавказький фронт іранців знову спалахнув у 1633 році, коли неспокійні грузинські царства Картлі та Кахетія під владою царя Теймураза кинули виклик суверенітету Сефевідів. 1634 року Рустам-хан, грузин, який прийняв іслам, був відправлений шахом, щоб підкорити їх. Теймураз зазнав поразки, але зумів втекти в безпечне місце в Імеретії. Однак, йому вдасться відновити себе на троні Кахетії в 1638 році і навіть здобути іранське визнання цього факту.